# Suspensionsstrom

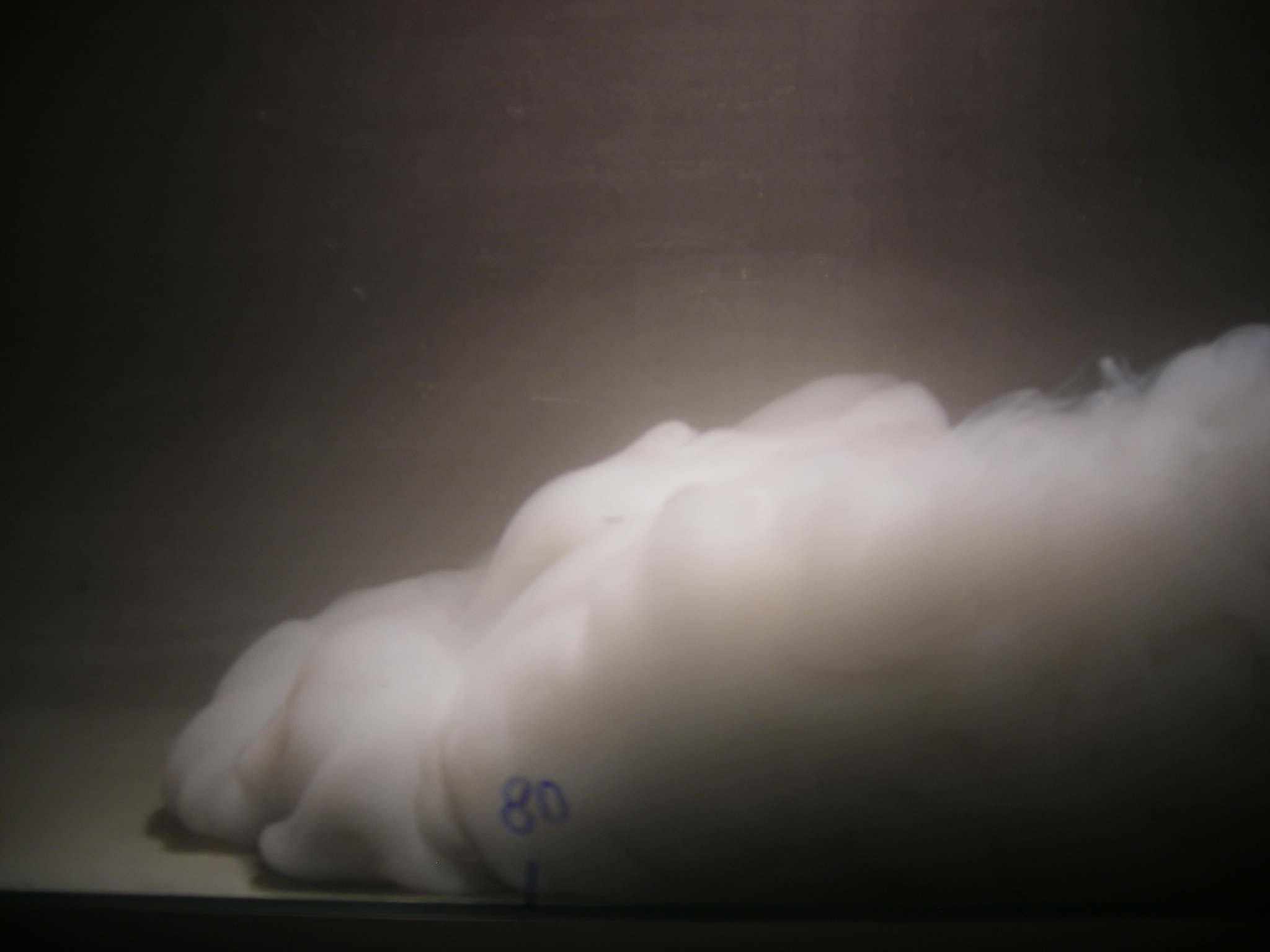
Ein im Labor erzeugter Suspensionsstrom (Milch in Wasser)

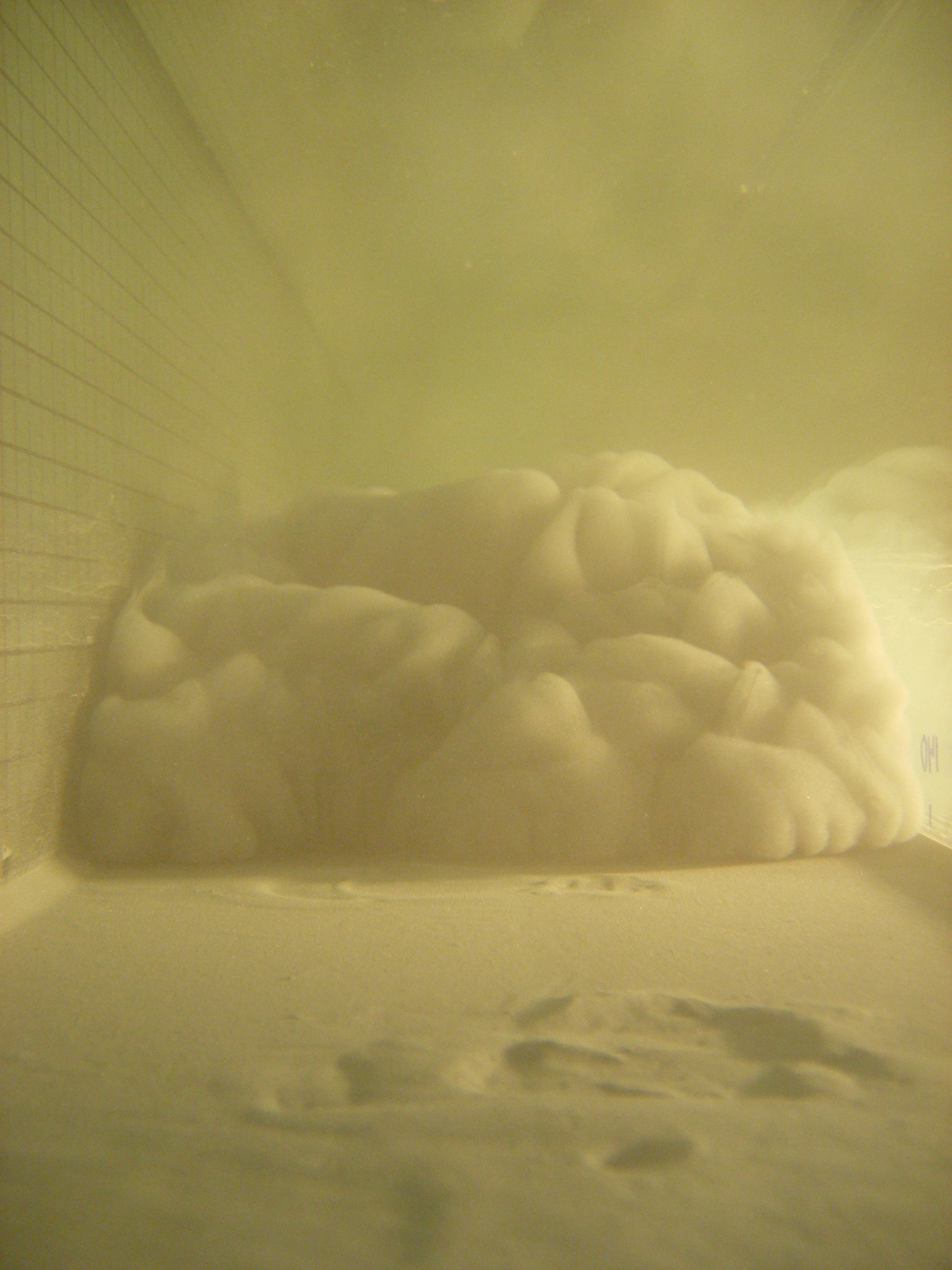
Suspensionsstrom in der Frontansicht

Ein Suspensionsstrom, Trübestrom oder Turbiditstrom ist ein Strom von schnellfließenden, stark sedimenthaltigen Wassermassen an unterseeischen Hängen. Die in Suspension befindlichen Sedimente erhöhen dabei die Dichte des Stroms im Vergleich zum umgebenden Wasser und bewirken so eine abwärts gerichtete Beschleunigung.
Suspensionsströme wurden erstmals in einem Binnengewässer, dem Genfersee, beobachtet. Ihre ozeanografische Bedeutung entdeckte der niederländische Geologe Philip Henry Kuenen, der die Strömungen in den 1930er Jahren im Labor untersuchte: Sie treten vor allem an den Hängen der Kontinentalsockel sowie in Tiefseerinnen auf. Diese Ströme können selbst Material vom Gewässergrund erodieren und an Kontinentalhängen zu canyonartigen Vertiefungen führen.
Ausgelöst werden sie durch die Sedimentfracht von Flüssen oder durch Erd- oder Seebeben. Dabei geraten Sedimentschichten an Abhängen ins Rutschen. Zunehmendes Gefälle erhöht die Geschwindigkeit des Stroms. Das wiederum führt zu einer Zunahme der Turbulenzen und einer weiteren Aufnahme von lockeren Sedimenten. Der Effekt gleicht einer sich selbst verstärkenden Lawine.
Zur Ruhe kommen sie für gewöhnlich erst in der Tiefsee bei flachem oder nahezu flachem Boden. Die hierbei entstehenden Sedimente werden Turbidite genannt, sie können submarine Fächer bilden.